# توریش (قزاقستان)

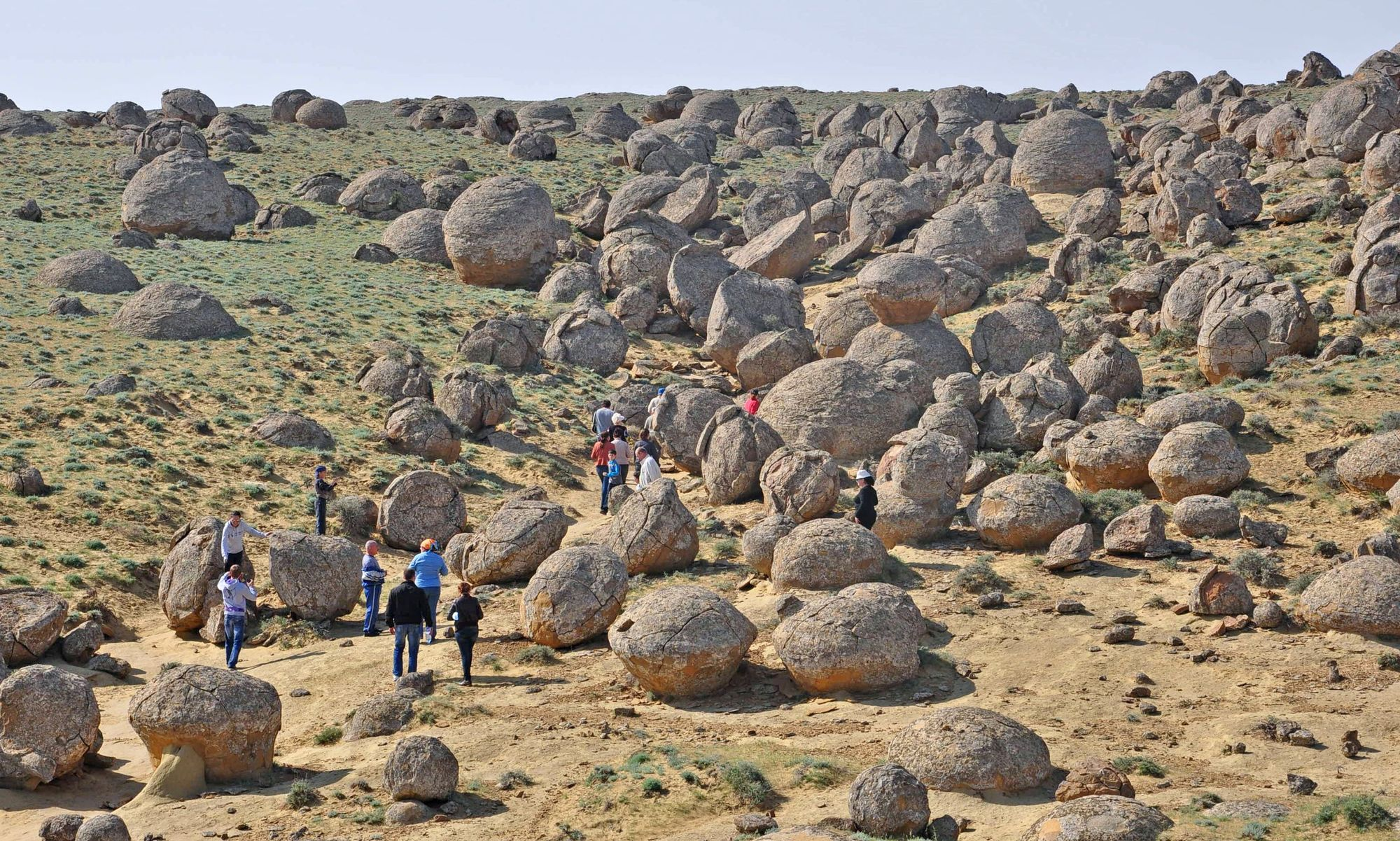
سَنگال‌های توریش.

توریش (قزاقی: Torysh) دره‌ای نزدیک به روستای شه‌تپه و کوه شیرقلعه در باختر شبه‌جزیره سیاه‌کوه (کاراتاو) قزاقستان است. 
این دره دارای شمار زیادی تشکیلات سنگی کروی است که به‌طور طبیعی در سراسر چشم‌انداز در سنگ‌های رسوبی دیده می‌شود و در زمین‌شناسی به آن‌ها سَنگال گفته‌می‌شود. به دلیل وجود این سنگ‌ها به توریش، «دره توپ‌ها» هم می‌گویند.